# La Belle Étoile
La Belle Étoile is een winkelcentrum in Bertrange, in het zuidwesten van Luxemburg. Het centrum is eigendom van Cactus, het grootste detailhandelsbedrijf van Luxemburg en de op 2 na grootste werkgever van het land. Het winkelcentrum werd op 3 juli 1974 geopend met een oppervlakte van 18.000m².  Het centrum werd uitgebreid in 1988 en 1996. In mei 2013 werd de laatste uitbreiding van het centrum geopend. Hierbij werden 35 winkels op een oppervlakte van 10.000m² toegevoegd aan het centrum, waarmee de totale oppervlakte uitkwam op 39.000m².
Het centrum is gelegen aan de Route d'Arlon (N6), 6 kilometers ten westen van de Luxemburg-stad.
Het centrum biedt plaats aan 65 winkels en is daarmee het grootste winkelcentrum van Luxemburg. De ankerwinkel in het centrum is de hypermarkt van Cactus. Andere bekende huurders zijn onder meer Benetton, The Body Shop, C&A en H&M. Het centrum heeft parkeergelegenheid voor 3.300 auto's.